# Hadennia albinotalis
Hadennia albinotalis là một loài bướm đêm trong họ Noctuidae.